# Tooth and Tail
Tooth and Tail es un videojuego de estrategia en tiempo real desarrollado y publicado por el equipo de desarrollo indie Pocketwatch Games,  la compañía detrás de Monaco: What's yours is Mine. Tooth and Tail se lanzó en septiembre de 2017 para Windows, MacOS, Linux y PlayStation 4.
El videojuego se sitúa en una sociedad de animales antropomórficos durante una época de escasez alimenticia, resultando en una revuelta entre partidos políticos difiriendo entre sus ideologías sobre la adquisición de la comida. La jugabilidad consta del modo de un jugador y multijugador así como el soporte para mando y teclado. Los jugadores comienzan eligiendo seis unidades de entre una variedad de veinte para usar en la partida. Una vez cada jugador ha escogido, el objetivo es destruir los recursos del enemigo mediante la creación de estructuras y unidades. Cada jugador controla un comandante en lugar de poseer una perspectiva top-down.
El desarrollo de Tooth and Tail empezó a finales del desarrollo de Monaco juegos de estrategia en tiempo real (RTS) fueron prototipo antes de la creación del juego, entonces el título de Armada fue anunciado en 2014. La premisa era crear un RTS sin micro gestión o la necesidad de grandes cantidades de acciones por minuto. Desde un inicio, el juego estaba diseñado para funcionar bien en mando y teclado. En agosto de 2014, el título del juego fue sustituido por Lead to Fire antes de ser finalmente Tooth and Tail, una referencia a tooth-to-tail-ratio, en agosto de 2015, antes de su lanzamiento oficial, los desarrolladores propusieron el lanzamiento del juego en la plataforma de Steam Early Access, aunque esto no ocurrió.
El juego fue recibido de manera positiva, ganando dos premios en 2016; “Mejor Diseño de Personajes” en la Intel Level Up y en un empate con Giant Cop por la “Elección del Usuario” en la Media Indie Exchange. El modo de un jugador no fue tan aclamado como el modo multijugador, las reseñas declaraban que los niveles de dificultad carecían de entretenimiento. Muchas comparaciones con otros juegos y medios fueron hechos; mayormente con la serie de novelas Redwall y la novela Rebelion en la granja.

## Argumento
Tooth and Tail se sitúa durante el siglo XIX, en una sociedad donde los animales antropomórficos están enfrentando un gran desabasto alimenticio, ocasionando que muchos animales recurriesen al canibalismo para sobrevivir al desabasto. Los Civilizados, liderados por Arquímedes, crearon un sistema de lotería que finalmente determinaba quien debía ser comido. Este nuevo modo de vida encendió una chispa de controversia en toda la nación, los comuneros no apoyaban la idea de ser comidos, así como los altos costes de la comida. El hijo del adinerado mercante Bellafide fue elegido para ser devorado; levantándose en rebelión, buscando cambiar el sistema de la selección de la comida a uno basado en la meritocracia. Los comuneros—liderados por Hopper quien quería imponer un sistema de votación en para reemplazar a la lotería—también entró en rebelión. Para derrocar a los civilizados, Hopper y Bellafide unieron fuerzas a pesar de la diferencia en sus ideales.
Los civilizados comprometidos en la pelea para mantener su poder y su statu quo. Aunque la revolución había mandado su liderazgo en un caos general, ciertos elementos militares seguían aún organizados. La oficial de intendencia, la sombría y pragmática jefa de la policía secreta del K.S.R, tomó el control de los elementos militares mostrando su apoyo a Arquímedes y los civilizados por el momento.
Hacia el final del juego, los cerdos, quienes agonizan a causa de la guerra, les rumoran a los cuatro ejércitos que habían transmitido información falsa a los otros tres ejércitos, engañándolos para que se reunieran en un solo lugar. Mientras los ejércitos pelean con el fin de aniquilarse, los cerdos entran en revolución, rebelando así su plan para derrocar el antiguo sistema y vengarse de sus esclavistas por devorar a los de su especie. Una horda de cerdos entonces embosca al último ejército en pie, destruyéndolo y dejando ambiguo el destino de los comandantes y el resto de los animales carnívoros 

## Jugabilidad
Tooth and Tail es un videojuego de estrategia en tiempo real diseñado para su uso con mando y teclado. Poseyendo modos de un jugador y multijugador. En el modo de un jugador el jugador progresa a través de la historia al completar niveles los cuales van incrementando su dificultad. Cada nivel muestra objetivos con un variado nivel de dificultad dependiendo del progreso del jugador. Para completar cada nivel, los objetivos básicos deben ser completados mientras los “heroicos” —usualmente más complicados —son opcionales. El modo multijugador se puede realizar a través de emparejamiento online clasificatorio o sin clasificar, así como el multijugador local con pantalla dual. Hasta un máximo de cuatro jugadores puede jugar simultáneamente, ya sea en equipos de dos o compitiendo por ser el último en pie.
Antes de que una partida empiece, los jugadores deben escoger un comandante de entre las cuatro facciones, y entonces escoger seis unidades de entre una variedad de veinte para usar en la partida. Quince de estas unidades son ofensivas en niveles dependiendo de su fuerza y costo. Las otras cinco son defensivas. Todas las decisiones son definitivas, otras unidades no pueden ser desbloqueadas durante la partida. Una vez todos los jugadores han escogido sus unidades, controlan un comandante de su ejército y deben construir estructuras, como granjas, para conseguir recursos. La mayoría de estructuras solo pueden ser construidas cerca de un molino, esto con la finalidad de evitar que otros jugadores enemigos construyan cerca de tu base mientras exploran o espían. En cualquier momento, un jugador puede convocar a su comandante devuelta a su base permitiéndole crear nuevas estructuras. Las unidades son creadas en las estructuras llamadas madrigueras, asumiendo que el jugador posea una suficiente calidad de alimento para invocar la unidad deseada. Dependiendo del nivel, algunas unidades costaran más que otras. La comida es un recurso limitado, ocasionando que los jugadores tengan que planear su estrategia por adelantado. Las fogatas funcionan como una combinación entre molinos y granjas, permitiendo la creación de estructuras cercanas a la misma mientras se produce comida. Para ganar, el jugador debe destruir los molinos y fogatas del oponente. El mapa es generado de forma procedural, significando que los jugadores tendrán una diferente ventaja o desventaja cada partida.

## Desarrollo
Después del éxito de la compañía Pocketwatch Games en 2013 con el videojuego Monaco: What's yours is Mine, el desarrollo de Tooth and Tail fue anunciado el 11 de marzo de 2014. El juego se basó vagamente en un diseño de Andy Schatz, el fundador de Pocketwatch Games, y su compañero de cuarto Tom Wexler durante el colegio, llamado Dino Drop. Con el desarrollo de Monaco, muchos juegos con mecánicas similares fueron prototipos. Schatz le dijo a Jim Rossignol de Rock, Paper, Shotgun sobre Dino Drop, el cual describió como “un juego de estrategia de pantalla dual con unidades autónomas”. Schatz y el codiseñador Andy Nguyen desarrollaron a fondo una versión de un juego de estrategia en tiempo real al final del desarrollo de Monaco. Originalmente se desarrolló bajo el nombre de Armada — Estilizado como [ARMADA] — el juego fue anunciado como un juego de estrategia en tiempo real (RTS) donde no era necesario la micro gestión o la necesidad de una gran cantidad de acciones por minuto, un problema que atribuían a la serie de Starcraft; Starcraft y Command & Conquer fueron acreditados como influencias para Tooth & Tail.
Armada fue desarrollado para atraer a la gente que no solía jugar RTS pero que tenían la habilidad de “Jugar un juego a nivel profundo”. El juego fue diseñado de forma amigable para mando. Schatz insinuó que no había juegos RTS “buenos” que los usaran. Schatz comparó Armada con Monaco, diciendo “Quiero hacer lo que hice en Monaco con los RTS, con el género del sigilo, y eso es restringir el conjunto de controles de forma que la interacción física sea fácil de aprender sin limitar la complejidad del juego”. Presentando esta idea a alrededor de cuarenta personas en la Game Developers Conference para buscar retroalimentación positiva. En este punto no había un plazo para el desarrollo y sin especificaciones definidas (como título, tema y estilo).

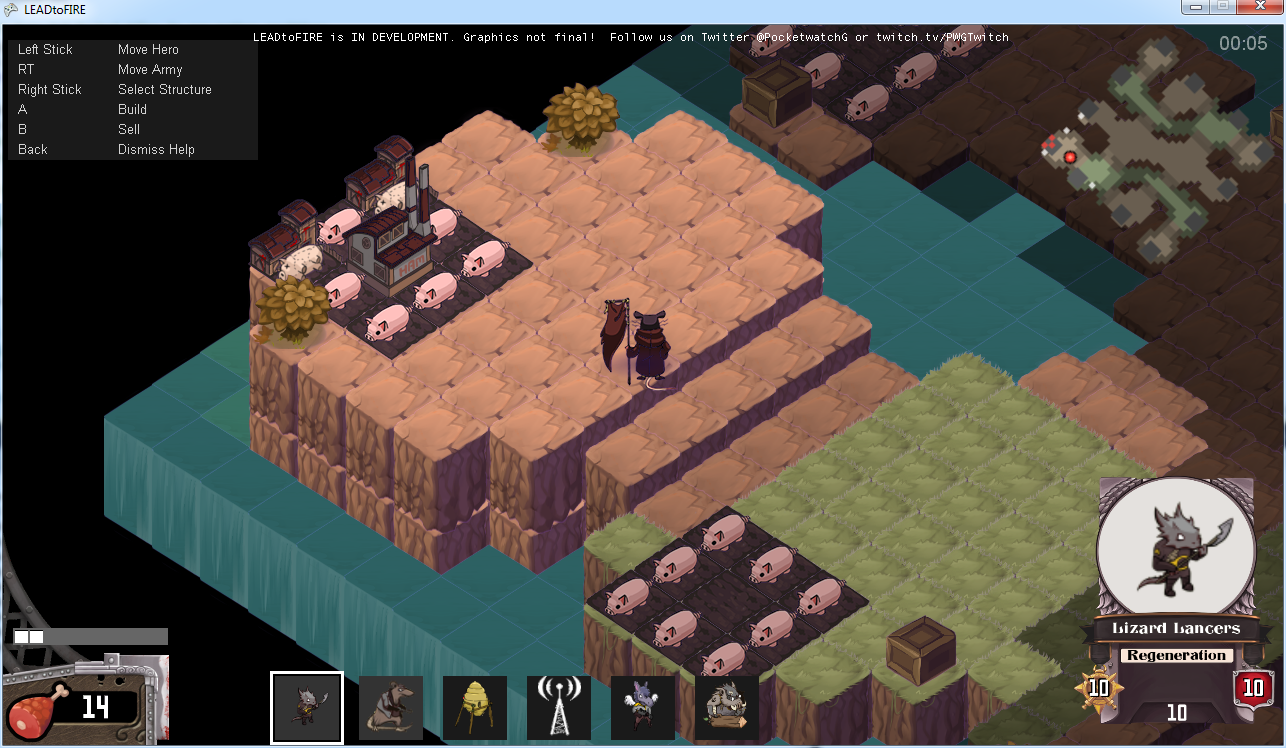
Screenshot de Tooth & Tail bajo el título de Lead to Fire

El título del juego fue más tarde sustituido por Lead to Fire —Estilizado como LEADtoFIRE— en agosto de 2014. Durante estas etapas de desarrollo, Pocketwatch Games transmitió su progreso en la plataforma de streaming Twitch. Descrito bajo la categoría PAX, una forma de mostrar el desarrollo y permitir a los fanes probar el juego. A partir de este momento el juego empezó a tomar inspiración de Hearthstone, un juego de cartas en el que cada jugador podía construir su baraja y competir contra otros jugadores. Schatz noto que abrían alrededor de 30 unidades y estructuras de entre las cuales elegir, y mientras aún estaba en desarrollo la cantidad, fue estimado que los jugadores serían capaces de escoger entre seis a ocho unidades por partida. Polygon reportó una fecha de estreno próxima a “algún momento de 2015”
En agosto de 2015, el juego recibió finalmente el nombre; Tooth and Tail. El cambio fue atribuido a que Lead to Fire no terminaba de convencer a los desarrolladores, creyendo que nadie podría pronunciarlo correctamente. El título es una referencia a tooth-to-tail-ratio; el estilo de arte fue revelado al mismo tiempo que el título oficial, Schatz escribió que así como SpyParty “El juego debería verse como basura hasta que sea absolutamente asombroso”. El estilo de arte fue descrito como una versión moderna del pixel art de los años 90’s. Habiendo lanzado el arte oficial, el proceso de desarrollo se volvió más público y el equipo visualizo la fecha de estreno para finales de 2016, con la posibilidad de usar a plataforma de Steam Early Access.
El compositor Austin Wintory, quien también trabajo en Monaco, fue contratado para crear la banda sonora del juego. El diseño sonoro fue hecho por PowerUp Audio, el equipo detrás de Crypt of the Necrodancer y Darkest Dungeon. Los personajes del juego hablan un lenguaje basado en el ruso que fue inventado por Kevin Regamey de PowerUp Audio; Schatz le dijo a Louis Brierley de Heavy Mag que el lenguaje del juego puede ser traducido en inglés. En julio de 2017, la fecha de estreno de Tooth and Tail, septiembre 12, fue anunciada por PlayStation 4, Microsoft Windows, MacOS, y Linux. Junto al anuncio estaba el tráiler del juego. Desde el estreno, el equipo de desarrollo planea continuar actualizando el juego con nuevo contenido.

## Recepción

### Prelanzamiento
Antes del estreno de Tooth and Tail, el juego recibió una cobertura de los medios debido a que el proceso de desarrollo se había hecho público así como las pruebas de las versiones alfa del juego. Muchos escritores compararon a Tooth and Tail con la novela Rebelion en la granja y Redwall. Los críticos incluyendo a Adam Smith de Rock, Paper, Shotgun, Kyle LeClair de Hardcore Gamer y Tom Marks de PC Gamer elogiaron al juego por el rediseño del concepto en el género de los juegos de estrategia en tiempo real. En marzo de 2017, Marks describió la campaña de un jugador como algo similar a “La campaña de StarCraft reducida” El estilo de arte también fue elogiado antes del lanzamiento.

### Post-Lanzamiento
En su lanzamiento Tooth and Tail estuvo sujeto a críticas positivas tanto en PC como en PlayStation 4 de acuerdo con el sitio web de reseñas Metacritic.
Críticos, como Eric Van Allen de Kotaku, elogio las habilidades del juego para invitar a nuevas personas interesadas en el género de estrategia en tiempo real así como a los veteranos en el género. Por esto, IGN listo el juego en la categoría de “Juegos que te puedes haber perdido” en septiembre de 2017. Davide Pessach de Eurogamer Italy recomendaba el juego a todos por las horas de entretenimiento. Patrick Hancock de Destructoid agregó a Tooth and Tail en su lista personal de Juegos del Año, diciendo que se lo recomendaría a quien sea, incluyendo a aquellos que no disfruten del género de los juegos de estrategia en tiempo real. El escritor de Polygon, Charlie Hall, comparó el juego con StarCraft “La curva de aprendizaje inicial en este momento es demasiado empinada para la mayoría de jugadores”. Brendan Caldwell de Rock, Paper, Shotgun estuvo de acuerdo, diciendo que “una misión difícil puede estancarte y hacer que no disfrutes completamente la experiencia”.
Las mecánicas de juego en partidas multijugador, como la duración y controles, recibió críticas mayormente positivas. Hall escribió que mientras el modo un jugador esta desbalanceado, el modo multijugador es donde el juego sobresale. En la lista de Hancock de juegos del año, señalo que el juego habría aparecido en la misma si hubiera sido un juego de un jugador con el modo multijugador como “la cereza en el pastel”. Hall dijo que como las partidas duraban alrededor de diez minutos, se encontraba así mismo diciendo “solo una partida más”. Dijo que mientras los controles eran buenos para la gente nueva en el género, tenían el potencial para disuadir a los veteranos debido a la inhabilidad para controlar directamente ciertas unidades.
El estilo de Arte de Tooth and Tail, la banda sonora y el audio recibieron una reacción positiva por parte de la crítica. Chloi Rad de IGN escribió que debido a la combinación de estos elementos lo hacían “Una experiencia Arcade como ninguna otra este año”. Alex Walker de Kotaku elogio a Pocketwatch Games por su habilidad para crear “un muy” hermoso estilo artístico sin invertir “millones de dólares en equipos de artistas”. Kosta Andreadis de AusGamers consideró el apartado artístico (que a pesar de no ser el mejor del 2017) sutil y agradable en su presentación. Elogio la capacidad de la animación para cambiar la intensidad dependiendo del entorno. Andreadis también comento sobre el audio, creyendo que se suma a la experiencia. Hancock comento sobre las similitudes entre la banda sonora de Monaco y Tooth and Tail; ambos compuestos por Austin Wintory. Las similitudes principales que noto fueron las pistas de ritmo durante las secuencias de batalla y el uso de pistas más lentas durante los momentos menos intensos para dar una “sensación revolucionaria”. Concluyó elogiando el logro de hacer coincidir la banda sonora con el tema del juego.

#### Premios y Reconocimientos
Tooth and Tail ganó el premio a “Mejor diseño de personajes” en la Intel Level Up 2016 y en un empate con Giant Cop en 2016 en la Media Indie Exchange. Fue también nominado al “Gamer’s Voice (Multiplayer)” en 2017 en la SXSW Gamer’s Voice Award. El juego fue nominado al “Mejor juego de estrategia” tres veces; una vez en “The Game Awards 2017”, en los Premios al Juego del Año de PC Gamer en 2017 y en Best of 2017 Awards de IGN. PC Gamer incluyó a Tooth and Tail en la lista de la mejor música de videojuegos de 2017. El juego fue nominado al premio de la “Excelencia Narrativa” en la Independent Games Festival en 2018, y al “2017 ASCAP Video Game Score of the Year” en la ASCAP Composers Choice Award.